# Ахметов, Бахыт Бешимбекович
Бахыт Бешимбекович Ахметов (род. 27 марта 1979, г. Фрунзе Киргизская ССР) — казахстанский тяжёлоатлет, мастер спорта международного класса.

## Биография
Б. Б. Ахметов родился в Фрунзе Киргизская ССР. Выступал за ЮКО.
Неоднократный чемпион Казахстана.
На Олимпиаде-2000 в Сиднее с результатом 175+192,5=367,5 стал 15-м.
После этих соревнований Бахыт стал выступать за Казахстан.
В 2002 году на Азиаде в Пусане победил с результатом 185+215=400 в категории до 94 кг.
В 2004 году на чемпионате Азии в Алматы победил с результатом 182,5+212,5=395 в категории до 94 кг.
На Олимпиаде в Афинах с результатом 180+210=390 стал седьмым в категории до 94 кг.
В 2005 году на чемпионате мира в Дохе взял «бронзу» в рывке (182 кг).
На Азиаде-2006 в Дохе с результатом 175+213=388 был лишь третьим в категории до 105 кг.
В 2007 году на чемпионате Азии в Тайане показав результат 160+190=350 в категории до 105 кг выиграл малую «бронзу» в рывке и «бронзу» за сумму двух движений.
Участник Олимпиады-2008 в Пекине. С результатом 190+225=415 занял 5-е место.

## Образование
Имеет два высших образования:
- Кыргызский государственный национальный университет (2002), юрист;
- Шымкентский физкультурный университет (2008), тренер-преподаватель.

## Тренерская карьера
С 2008 года по настоящее время — старший тренер по тяжелой атлетике РГКП «Центр олимпийской подготовки» (г. Алматы).